# Серпуховско-Тимирязевская линия
Серпухо́вско-Тимиря́зевская линия (до 1991 года — Серпуховска́я) — девятая по официальной нумерации (десятая по хронологии) линия Московского метрополитена. Связывает с центром спальные районы на севере, северо-востоке и юге города. На схемах обозначается серым цветом и числом  .
Серпуховско-Тимирязевская линия — полностью подземная, в её составе 25 станций. Длина — 41,4 км, среднее время поездки по всей линии — 58 минут, седьмая по длине линия метро. Участки «Алтуфьево» — «Владыкино» и «Тульская» — «Бульвар Дмитрия Донского» — мелкого заложения, «Петровско-Разумовская» — «Серпуховская» — глубокого. При этом часть перегонного тоннеля между станциями «Владыкино» и «Отрадное» фактически находится выше уровня земли, представляя собой крытый метромост через реку Лихоборку. На перегоне между станциями «Аннино» — «Бульвар Дмитрия Донского» располагается крытый метромост над рекой Битца. На всех станциях линии вход и выход пассажиров из вагонов осуществляется с левой стороны относительно движения поезда, кроме станции «Петровско-Разумовская», так как в сторону станции «Владыкино» вход и выход пассажиров осуществляется с правой стороны движения поезда, все станции линии имеют островные платформы.

## История строительства
Линия в основном построена в 1980-е годы:
- 8 ноября 1983 года — открыт южный радиус из восьми станций от «Серпуховской» до «Южной».
- 1985—1987 годы — продление линии на юг (6 ноября 1985, станция «Пражская», сооружённая в сотрудничестве с чехословацкими строителями) и на север (23 января 1986 — «Полянка» и «Боровицкая»; 31 декабря 1987 — «Чеховская»).
- 31 декабря 1988 года — линия продлена до Савёловского вокзала, открыты станции «Цветной бульвар», «Менделеевская» и «Савёловская».
- 1 (по другим данным — 7) марта 1991 года — открыт северный радиус из пяти станций от «Дмитровской» до «Отрадного». Это последние станции московского метро, открытые в советское время.
- 1992—1994 годы — линия продлена на север, открыты станции «Бибирево» (31 декабря 1992) и «Алтуфьево» (15 июля 1994).
- 2000—2002 годы — линия продлена на юг в район Северное Бутово. Открылись станции «Улица Академика Янгеля» (31 августа 2000), «Аннино» (12 декабря 2001) и «Бульвар Дмитрия Донского» (26 декабря 2002). Последняя вскоре получила пересадку на станцию «Улица Старокачаловская» Бутовской линии.
- 30 августа 2007 года — открыта пересадка на Люблинско-Дмитровскую линию со станции «Цветной бульвар» на станцию «Трубная».
- 29 августа 2016 года — открыт второй зал станции «Петровско-Разумовская» с последующей организацией кросс-платформенной пересадки на Люблинско-Дмитровскую линию[источник не указан 722 дня].
- 30 декабря 2018 года — открыта пересадка со станции «Савёловская» на одноимённую станцию Большой кольцевой линии[источник не указан 722 дня].
- 30 марта 2019 года — закрыта пересадка со станции «Севастопольская» на станцию «Каховская» ныне закрытой Каховской линии на время строительства Большой кольцевой линии[источник не указан 722 дня].
- 7 декабря 2021 года — повторное открытие пересадки с «Севастопольской» на «Каховскую» (последняя открылась в составе Большой кольцевой линии)[источник не указан 722 дня].

## Рекорды
С 2001 по 2009 годы Серпуховско-Тимирязевская являлась самой длинной линией Московского метро, теперь же она уступает 6 другим линиям: Большой кольцевой (57,5 км), Сокольнической (47 км), Арбатско-Покровской (45,1 км), Люблинско-Дмитровской (43,9 км), Замоскворецкой (42,9 км) и Таганско-Краснопресненской (42,3 км) линиям. До 1 марта 2023 года Серпуховско-Тимирязевская линия оставалась самой длинной полностью подземной линией не только в Московском метро, но и во всех метрополитенах Европы (ныне уступая Большой кольцевой линии). До 2015 года являлась четвёртой по длине полностью подземной линией метро в мире (после линии 10 в Пекине, линии 3 в Гуанчжоу и линии 5 Сеула). Кроме того, с декабря 2002 по июнь 2019 имела самое большое количество действующих станций в Московском метрополитене (с июня 2019 по февраль 2023 этот статус носила Сокольническая линия; с 1 марта 2023 этот статус перешёл Большой кольцевой линии). Также Серпуховско-Тимирязевская линия после открытия станции «Бульвар Дмитрия Донского» стала первой в истории московского метро, продлённой за пределы Московской кольцевой автомобильной дороги. До запуска Солнцевской, Некрасовской и Троицкой линии Серпуховско-Тимирязевская пересекала все линии кроме Калининской (Калужско-Рижскую — без пересадок).

## Станции
|       | Название станции Прежние названия | Дата открытия   | Пере- садки       | Глубина, м | Тип конструкции                                                                               | Координаты                      | Вид станции |
| ----- | --------------------------------- | --------------- | ----------------- | ---------- | --------------------------------------------------------------------------------------------- | ------------------------------- | ----------- |
| @9 01 | «Алтуфьево»                       | 15 июля 1994    |                   | −9         | односводчатая мелкого заложения                                                               | 55°53′53″ с. ш. 37°35′13″ в. д. |             |
| @9 02 | «Бибирево»                        | 31 декабря 1992 |                   | −9,5       | колонная мелкого заложения трёхпролётная                                                      | 55°53′02″ с. ш. 37°36′12″ в. д. |             |
| @9 03 | «Отрадное»                        | 7 марта 1991    |                   | −9         | односводчатая мелкого заложения                                                               | 55°51′48″ с. ш. 37°36′17″ в. д. |             |
| @9 04 | «Владыкино»                       | 7 марта 1991    | 14                | −10,5      | колонная мелкого заложения трёхпролётная                                                      | 55°50′50″ с. ш. 37°35′24″ в. д. |             |
| @9 05 | «Петровско-Разумовская»           | 7 марта 1991    | 10 D3             | −61        | колонная глубокого заложения трёхсводчатая колонно-стеновая глубокого заложения трёхсводчатая | 55°50′06″ с. ш. 37°34′28″ в. д. |             |
| @9 06 | «Тимирязевская»                   | 7 марта 1991    | D1                | −63,5      | односводчатая глубокого заложения                                                             | 55°49′03″ с. ш. 37°34′35″ в. д. |             |
| @9 07 | «Дмитровская»                     | 7 марта 1991    | D2                | −59        | пилонная глубокого заложения трёхсводчатая                                                    | 55°48′25″ с. ш. 37°34′54″ в. д. |             |
| @9 08 | «Савёловская»                     | 31 декабря 1988 | 11 D1 D4          | −52        | пилонная глубокого заложения трёхсводчатая                                                    | 55°47′34″ с. ш. 37°35′19″ в. д. |             |
| @9 09 | «Менделеевская»                   | 31 декабря 1988 | 05                | −48,5      | колонная глубокого заложения трёхсводчатая                                                    | 55°46′52″ с. ш. 37°36′04″ в. д. |             |
| @9 10 | «Цветной бульвар»                 | 31 декабря 1988 | 10                | −50        | пилонная глубокого заложения трёхсводчатая                                                    | 55°46′15″ с. ш. 37°37′07″ в. д. |             |
| @9 11 | «Чеховская»                       | 31 декабря 1987 | 02 07             | −62        | пилонная глубокого заложения трёхсводчатая                                                    | 55°45′53″ с. ш. 37°36′33″ в. д. |             |
| @9 12 | «Боровицкая»                      | 23 января 1986  | 01 03 04 4А [ 6 ] | −46,5      | пилонная глубокого заложения трёхсводчатая                                                    | 55°45′04″ с. ш. 37°36′26″ в. д. |             |
| @9 13 | «Полянка»                         | 23 января 1986  |                   | −36,5      | колонная глубокого заложения трёхсводчатая                                                    | 55°44′16″ с. ш. 37°37′05″ в. д. |             |
| @9 14 | «Серпуховская»                    | 8 ноября 1983   | 05                | −43        | пилонная глубокого заложения трёхсводчатая                                                    | 55°43′41″ с. ш. 37°37′29″ в. д. |             |
| @9 15 | «Тульская»                        | 8 ноября 1983   |                   | −9,5       | односводчатая мелкого заложения                                                               | 55°42′31″ с. ш. 37°37′22″ в. д. |             |
| @9 16 | «Нагатинская»                     | 8 ноября 1983   | 14                | −13,5      | колонная мелкого заложения трёхпролётная                                                      | 55°40′59″ с. ш. 37°37′21″ в. д. |             |
| @9 17 | «Нагорная»                        | 8 ноября 1983   |                   | −9         | колонная мелкого заложения трёхпролётная                                                      | 55°40′21″ с. ш. 37°36′37″ в. д. |             |
| @9 18 | «Нахимовский проспект»            | 8 ноября 1983   |                   | −9,5       | односводчатая мелкого заложения                                                               | 55°39′46″ с. ш. 37°36′20″ в. д. |             |
| @9 19 | «Севастопольская»                 | 8 ноября 1983   | 11                | −13        | колонная мелкого заложения трёхпролётная                                                      | 55°39′09″ с. ш. 37°35′54″ в. д. |             |
| @9 20 | «Чертановская»                    | 8 ноября 1983   |                   | −10,5      | колонная мелкого заложения трёхпролётная                                                      | 55°38′26″ с. ш. 37°36′24″ в. д. |             |
| @9 21 | «Южная»                           | 8 ноября 1983   |                   | −10        | односводчатая мелкого заложения                                                               | 55°37′21″ с. ш. 37°36′32″ в. д. |             |
| @9 22 | «Пражская»                        | 6 ноября 1985   |                   | −9,5       | колонная мелкого заложения трёхпролётная                                                      | 55°36′45″ с. ш. 37°36′16″ в. д. |             |
| @9 23 | «Улица Академика Янгеля»          | 31 августа 2000 |                   | −8         | односводчатая мелкого заложения                                                               | 55°35′42″ с. ш. 37°36′01″ в. д. |             |
| @9 24 | «Аннино»                          | 12 декабря 2001 |                   | −8         | односводчатая мелкого заложения                                                               | 55°34′58″ с. ш. 37°35′48″ в. д. |             |
| @9 25 | «Бульвар Дмитрия Донского»        | 26 декабря 2002 | 12                | −10        | колонная мелкого заложения трёхпролётная                                                      | 55°34′09″ с. ш. 37°34′37″ в. д. |             |

## Электродепо
| Электродепо       | Период      |
| ----------------- | ----------- |
| ТЧ-8 «Варшавское» | с 1983 года |
| ТЧ-14 «Владыкино» | с 1991 года |

## Подвижной состав

### Количество вагонов в поезде
| Количество | Период      |
| ---------- | ----------- |
| 6          | 1983—1992   |
| 7          | 1992—2006   |
| 8          | с 2004 года |

### Тип подвижного состава
| Тип                     | Период                |
| ----------------------- | --------------------- |
| 81-717/714              | 1983—2015             |
| 81-717.5/714.5          | 1994—2015             |
| 81-717.5М/714.5М        | 2003—2015             |
| 81-760/761 «Ока»        | с 2012 года           |
| 81-760А/761А/763А «Ока» | 2015—2016 и 2018—2019 |

В конце 2012 года на линии началась замена подвижного состава. Аналогичная замена подвижного состава проводилась и на Калининской линии в период времени от начала весны 2012 и где-то до таких же пор в 2013 году. В электродепо начали поступать новые составы из вагонов 81-760/761 «Ока», которые к марту 2015 года полностью заменили старые 81-717/714. Официальной датой прекращения эксплуатации этих вагонов на линии является 12 апреля 2015 года, именно тогда состоялся последний рейс состава модели 81-717/714 (состав: 0140—9909—9899—0858—0829—0824—0827—0143) из ТЧ-14 «Владыкино», который был специально передан обратно из ТЧ-2 «Сокол».
15 января 2015 года на Серпуховско-Тимирязевской линии состоялась первая поездка с пассажирами состава модели 81-760А/761А/763А «Ока» со сквозным проходом. Спустя короткое время в депо «Владыкино» поступил второй состав. Позднее было решено сделать эти поезда именными и оформить снаружи и изнутри цветными аппликациями — один в честь 70-летия победы СССР в Великой Отечественной войне, а другой в честь 80-летия Московского метрополитена. Регулярная эксплуатация началась вместе с запуском именного поезда «70 лет Великой Победы», который 22 апреля 2015 года начал движение по Серпуховско-Тимирязевской линии. 13 мая был запущен второй поезд «80 лет в ритме столицы». 27 января 2016 года оба состава 81-760А/761А/763А «Ока» были переданы на Таганско-Краснопресненскую линию. 19 января 2018 года «Поезд Победы» был возвращён обратно в депо «Владыкино», и с 23 января вновь начал регулярное движение по Серпуховско-Тимирязевской линии уже с обновлённой экспозицией. 24 августа 2018 года был также возвращён поезд «80 лет в ритме столицы», с последних чисел августа в пассажирской эксплуатации. 31 августа 2018 года в депо «Владыкино» был передан «Космический поезд», который с 7 сентября начал регулярное движение по Серпуховско-Тимирязевской линии, на которой ранее не эксплуатировался. 18 ноября 2018 года поезд «80 лет в ритме столицы» и «Космический поезд» были переданы в депо «Солнцево». В начале февраля 2019 года туда же был передан и «Поезд Победы».
В настоящее время на линии задействовано около 720 вагонов.

## Средства сигнализации и связи
Основное средство сигнализации — система АЛС-АРС без автостопов и защитных участков. Напольное и поездное оборудование АЛС-АРС — ДАУ-АРС-2.
Резервное средство сигнализации — двузначная автоблокировка. Используется с целью осуществления проезда подвижного состава с необорудованными/неисправными/отключёнными устройствами АЛС-АРС, поскольку сигнал «один синий огонь», включённый на светофорах полуавтоматического действия, согласно Инструкции по сигнализации (ИСИ), является для них запрещающим показанием. Светофоры автоматического действия нормально (штатно) погашены.

## Зонный оборот поездов
По причине невозможности в часы пик организовать оборот всех поездов на конечной станции (заезд в тупик, смена «головы», перевод стрелки и выезд занимают больше времени, чем интервал движения, особенно если учесть пересечение траекторий поездов на въезде и выезде) организуют так называемые зонные обороты поездов, то есть поезда следуют не до конечной станции, а до станции, где есть путевое развитие и возможность быстро организовать оборот поезда. На Серпуховско-Тимирязевской линии в рамках графика для этих целей используют станцию «Отрадное» при движении в сторону станции «Алтуфьево» и станцию «Пражская» при движении в сторону «Бульвара Дмитрия Донского». Также при заходе в депо поезда могут следовать до станций «Владыкино» и «Чертановская» (из центра). На некоторых других станциях оборот может быть осуществлён в случае технической необходимости.

## Происшествия

### Аварии

#### Аварии на Серпуховско-Тимирязевской линии в 1994 году
В течение четырнадцати с половиной часов на разных перегонах линии произошло три аварии. 20 человек получили травмы, 9 из них были госпитализированы.
Первая авария произошла в 18:48 30 марта 1994 года на перегоне «Нагорная» — «Нахимовский проспект». Состав, двигавшийся из центра, догнал впереди идущий поезд, который тормозил перед прибытием на станцию, и врезался в него.
В 5:30 31 марта во время манёвров произошло столкновение в связи с тем, что один из составов пропускался не по тому пути. Три вагона сошли с рельсов и перегородили тоннель, в связи с чем их пришлось разрезать автогеном.
В 9:14 31 марта, когда поезд прибыл на станцию «Петровско-Разумовская», но ещё не успел открыть двери, в него врезался состав, идущий следом. Последний вагон сошёл с рельсов, началось задымление. Среди пассажиров началась паника, возникла давка. Серьёзно пострадали три пассажира и машинист второго поезда — его госпитализировали с черепно-мозговой травмой.

#### Поезд метро пробил стену депо
В 1996 году машинист Корнилов из депо «Владыкино» уснул при управлении поездом. Неуправляемый поезд пробил стену депо, и головной вагон оказался на улице. В ходе расследования машиниста пытались обвинить в том, что он был пьян. Однако подлинной причиной инцидента стала усталость.

#### Столкновение поездов в 2004 году
Ранним утром 29 ноября 2004 года на станции «Чертановская» произошло столкновение двух составов без пассажиров. Люди не пострадали, но были повреждены автосцепки и другие устройства у многих вагонов, четыре вагона были отправлены на ремонт. Причина аварии заключалась в неналаженности устройств путевого хозяйства после замены ходовых рельсов на перегоне перед станцией.

#### Авария энергосети 25 мая 2005 года
25 мая 2005 года движение поездов на линии частично отсутствовало из-за аварии на энергосети.

#### Сход поезда на перегоне «Владыкино» — «Отрадное»
В среду, 25 июня 2008 года, в 16:59 мск, на перегоне «Владыкино» — «Отрадное» (800 м от станции «Владыкино»), из-за скола головки рельса произошёл сход последних четырёх вагонов поезда. Было снято напряжение с линии, и около 800 человек было эвакуировано из тоннелей. Из них 8 обратились за медицинской помощью, 1 женщина была госпитализирована с гипертоническим кризом. Погибших нет. Как отметили врачи, все обращения были связаны не с самим чрезвычайным происшествием, а с обострением хронических заболеваний — вероятно, из-за стресса от неожиданной ситуации. Движение на линии было полностью восстановлено к утру 26 июня. На время ликвидации последствий от Савёловского вокзала до м. «Тимирязевская» курсировало около 200 автобусов. На дорогах из центра в сторону Алтуфьево образовались пробки.

### Теракты

#### Теракт 1996 года
Второй теракт в истории Московского метро произошёл поздним вечером 11 июня 1996 года. В поезде между станциями «Тульская» и «Нагатинская» взорвалось самодельное взрывное устройство, четыре человека погибли, четырнадцать получили различные ранения. От взрыва один вагон был разрушен, другие повреждены. Пассажирам пришлось пешком добираться до ближайшей станции. Взрывное устройство фугасного типа, эквивалентное по мощности одному килограмму тротила, было заложено под сиденье вагона, где находилось техническое оборудование состава. 7 декабря 1997 года были задержаны двое подозреваемых в совершении теракта, имена которых не разглашались. По данным, которые приводит «Экспресс-газета», ответственность на себя взяли чеченские террористы, однако другие источники не подтверждают эти сведения. Самые известные из полевых командиров чеченских сепаратистов того времени — Шамиль Басаев и Салман Радуев не делали заявлений, что имеют отношение к этому теракту. По состоянию на 2001 год, уголовное дело не было раскрыто.

### Сбои

#### Разрушение автосцепки на станции Серпуховская
12 сентября 2013 года, в 17:40 на станции «Серпуховская» при отправлении поезда расцепились вагоны. В связи с этим было прекращено движение поездов от станции «Боровицкая» до станции «Нагорная».
Аварийный поезд был убран на 3-й путь станции «Серпуховская». Причиной разрушения автосцепки было нарушение технологии ремонта подвижного состава на ЗРЭПС. При восстановлении водила автосцепки до чертёжных размеров (не менее 51 мм) на водило автосцепки была напрессована труба, что запрещено технологией ремонта подвижного состава, допускается только замена автосцепки при изношенном водиле.

#### Повреждение кабеля управления
6 сентября 2022 года в 6 часов утра Серпуховско-Тимирязевская линия стала одной из пяти линий, на которых произошёл сбой движения вследствие повреждения кабеля, необходимого для управления движением поездов. Кабель управления был повреждён при проведении ночных работ сторонней организацией «Каста».

## Факты
- 1 апреля 1996 года на ряде схем в вагонах и на станциях Московского метрополитена можно было увидеть следующую за «Алтуфьево» строящуюся станцию «Физтех». Как выяснилось позже, нанесение этой станции на схемы было розыгрышем, который устроили студенты МФТИ, расположенного в городе Долгопрудный[24]. Однако спустя 27 лет станция с таким названием всё же появилась в Московском метрополитене, но на Люблинско-Дмитровской линии[25].
- Определённое время в СМИ Северного и Северо-Восточного административных округов бытовала легенда о возможной «смене цвета» станций Люблинско-Дмитровской и Серпуховско-Тимирязевской линий, располагающихся севернее станции «Петровско-Разумовская». Так, по окончании строительства участка «Петровско-Разумовская» — «Селигерская», якобы планировалось передать этот отрезок пути Серпуховско-Тимирязевской линии, а станции от «Алтуфьево» до «Петровско-Разумовской» — Люблинско-Дмитровской. По мнению журналистов, такая рокировка позволила бы избежать перекрёстного пересечения линий, упростив схему движения поездов. При этом станция «Петровско-Разумовская» стала бы «точкой соприкосновения» линий, местом пересадки[26].
- В песне «Метро» группы «Високосный год» завуалированно упоминается полное направление Серпуховско-Тимирязевской линии той поры:

От «Алтуфьево» до «Пражской»

Лишь на первый взгляд далеко.

Мы везём московские тайны

по секретным веткам метро.